# Lepanthes nummularia
Lepanthes nummularia är en orkidéart som beskrevs av Heinrich Gustav Reichenbach. Lepanthes nummularia ingår i släktet Lepanthes och familjen orkidéer. Inga underarter finns listade i Catalogue of Life.